# مخلد الرقادي
خطأ لوا في mw.text.lua على السطر 25: bad argument #1 to 'match' (string expected, got nil).
مخلد الرقادي (1992 - 22 ديسمبر 2021) لاعب كرة قدم عماني سابق، لعب في مركز الدفاع لنادي مسقط وسبق له اللعب في نادي فنجاء ونادي صور في دوري المحترفين العماني، وكان لاعبًا في منتخب عمان لكرة القدم.

## وفاته
توفي يوم الأربعاء 18 جمادى الأولى 1443 هجريًّا، الموافق 22 ديسمبر 2021 ميلاديًّا عن عمر ناهز 29 عامًا، بسبب أزمة قلبية تعرض لها أثناء عملية الإحماء قبل انطلاق مباراة نادي مسقط مع نادي السويق في دوري عمانتل للمحترفين على أرضية ملعب السيب نُقل على إثرها إلى المستشفى إلى أنه توفي فيه، وبحسب التقارير الطبية فإن الوفاة بسبب «هبوط حاد في الدورة الدمويّة أدى إلى نوبة قلبية».

## وصلات خارجيَّة
- مخلد الرقادي على موقع كووورة.
- مخلد الرقادي على بوابة الكرة العمانية.